# 哲学の原理 (パース)
「哲学の原理」(Principles of Philosophy)はアメリカの哲学者チャールズ・サンダース・パースにより書かれた論文である。
パースの思想は存命中はあまり評価されなかったが、死後にその哲学的業績が評価の対象となり、この論文はハーバード大学哲学科により作成された『パース全集』に収録された（1931年）。この全集は編者ハートショーンとウェイスはパースによってパースの発表物や遺稿がまとめられたものであり、本稿『哲学の原理』も遺稿の整理で与えられた表題であり、内容も整然としたものではない。パースはカント哲学を研究していた哲学者であり、論理学や数学の領域でも成果を残しているが、プラグマティズムの哲学者として著名である。この著作は第1篇一般的歴史的定位、第2篇諸科学の分類、第3篇現象学、第4篇規範的科学に区分されている。
パースはイマヌエル・カントの『純粋理性批判』を緻密に研究していたが、しかしパースにとってドイツの哲学はそれほど価値あるものではなかった。むしろイギリスの哲学はより厳密な方法によって研究がなされており、経験主義の立場から展開されたデイヴィッド・ヒュームなどにより論じられた観念の理論をパースは高く評価している。しかしパースはイギリスの哲学研究に不足している欠落を中世のスコラ哲学によって埋めることができると評価している。ヨハネス・ドゥンス・スコトゥスの哲学、特に論理学と形而上学は現代における自然科学とも整合性を持つ哲学であり、パースは哲学の理論的な基盤をスコラ哲学の要素を再構成することで確立することを試みる。ここでパースは科学を基礎付けるための哲学の体系化という問題を提起している。
パースは規範科学の分類として論理学、倫理学、美学の三つの区分を論じており、特に倫理学については前倫理学(anatethics)と呼んで、行為と理念を合致させる理論体系を考案する学問領域と定義した。その上で前倫理学が正確に実践(Practics)であることを論じている。つまり、倫理学は最高の善がどのようなものであるかを明らかにするが、それは行為が目指すべき目的に限定された研究である。パースはこの倫理学の認識を踏まえて、行為の前段階の状況について、また行為の動機についての考察が必要であり、行為実践の学問領域を確立する必要から実践の概念を提唱している。これはパースによるプラグマティズムの初期の学説であり、後にウィリアム・ジェームズの思想にも影響を与えた。

## 文献
- Peirce, C. S., Collected Papers of Charles Sanders Peirce, vols. 1–6, 1931–1935, Charles Hartshorne and Paul Weiss, eds., vols. 7–8, 1958, Arthur W. Burks, ed., Harvard University Press, Cambridge, MA.
- 久野収ほか訳『世界思想教養全集14：プラグマティズム』河出書房新社、1963